# Entypesa
Entypesa är ett släkte av spindlar. Entypesa ingår i familjen Nemesiidae.
Kladogram enligt Catalogue of Life:
| Entypesa | \| \| Entypesa annulipes \| \| \| \| \| \| Entypesa nebulosa \| \| \| \| \| \| Entypesa schoutedeni \| \| \| \| |
|          | \| \| Entypesa annulipes \| \| \| \| \| \| Entypesa nebulosa \| \| \| \| \| \| Entypesa schoutedeni \| \| \| \| |
|          | Entypesa annulipes                                                                                              |
|          | |
|          | Entypesa nebulosa                                                                                               |
|          | |
|          | Entypesa schoutedeni                                                                                            |
|          | |